# 아비오르

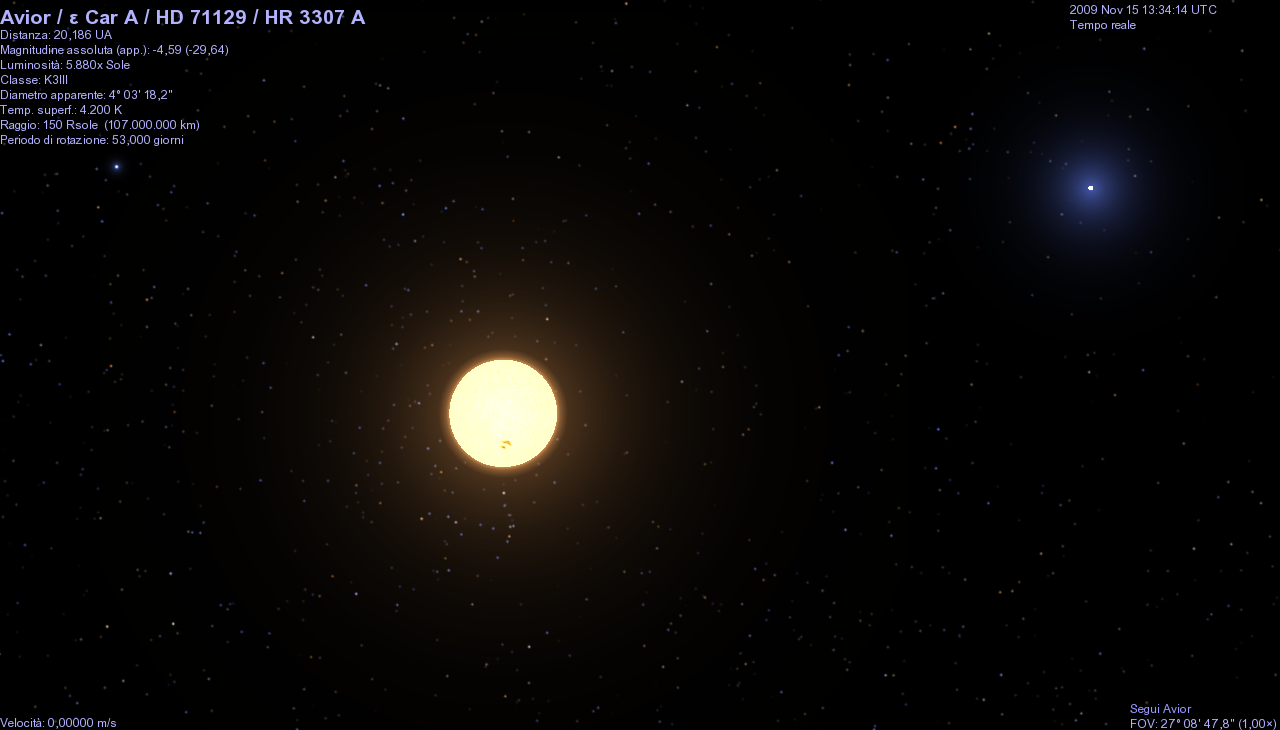

아비오르(Avior)는 용골자리에 있는 별이다. 바이어 명명법에 의하면 용골자리 엡실론으로 읽는다. 겉보기 등급은 +1.86으로 밤하늘에서 매우 밝은 별들 중 하나이지만, 북반구에서는 보이지 않는다.
아비오르는 예전부터 불리던 이름은 아니다. 1930년대 말 HM 항해연감 연구소는 영국 공군용 《항공 연감》을 작성하면서 엡실론별에 아비오르 이름을 붙였다. 항공 연감에는 57개의 별이 수록되어 있었는데, 이들 중 용골자리 엡실론과 공작자리 알파만 고유 명칭이 없었다. 영국 공군측에서는 모든 별에 고유 명칭이 붙어 있어야 한다고 주장해서 새로운 이름을 이 두 별에 붙이게 되었다. 공작자리 알파에는 별자리의 이름을 따서 피콕(Peacock)이 붙었다.
아비오르는 쌍성으로, 지구에서 약 630광년 떨어져 있다. 주성은 분광형 K0III의 죽어가는 오렌지색 거성이며, 반성은 분광형 B2V의 뜨거운 주계열성이다. 이들은 식쌍성이기도 한데, 서로를 가릴 때 밝기가 0.1등급이 변한다.